# Соколи (Ґолдапський повіт)
Соколи (пол. Sokoły, нім. Hainholz, until 1938: Sokollen) — село в Польщі, у гміні Ґолдап Ґолдапського повіту Вармінсько-Мазурського воєводства.
У 1975-1998 роках село належало до Сувальського воєводства.